# Efemèride
|  | Per a altres significats, vegeu «Efemèrides (desambiguació)». |

En astronomia i navegació celeste, una efemèride (pl. efemèrides ; from llatí efemèride 'Diari', i grec ἐφημερίς) és un llibre amb taules que ofereix la trajectòria dels objectes astronòmics naturals així com dels satèl·lits artificials al cel, és a dir, la posició (i possiblement la velocitat) al llarg del temps. Històricament, les posicions es donaven com a taules de valors impreses, donades a intervals regulars amb data i hora. El càlcul d'aquestes taules va ser una de les primeres aplicacions dels ordinadors mecànics. Les efemèrides modernes sovint es proporcionen en forma electrònica. Tanmateix, encara es produeixen efemèrides impreses, ja que són útils quan no hi ha dispositius computacionals disponibles.
La posició astronòmica calculada a partir d'una efemèride es dona sovint en el sistema de coordenades polars esfèriques d'ascensió recta i declinació, juntament amb la distància des de l'origen si s'escau. Alguns dels fenòmens astronòmics d'interès per als astrònoms són els eclipsis, la redrogradació dels planetes, els canvis planetaris, el temps sideral, les posicions dels nodes mitjà i real de la Lluna, les fases de la Lluna i les posicions dels cossos celestes menors, com ara com Quiron.
Les efemèrides s'utilitzen en la navegació celeste i l'astronomia. També són utilitzats pels astròlegs. Els senyals GPS inclouen dades d'efemèrides que s'utilitzen per calcular la posició dels satèl·lits en òrbita.

## Història

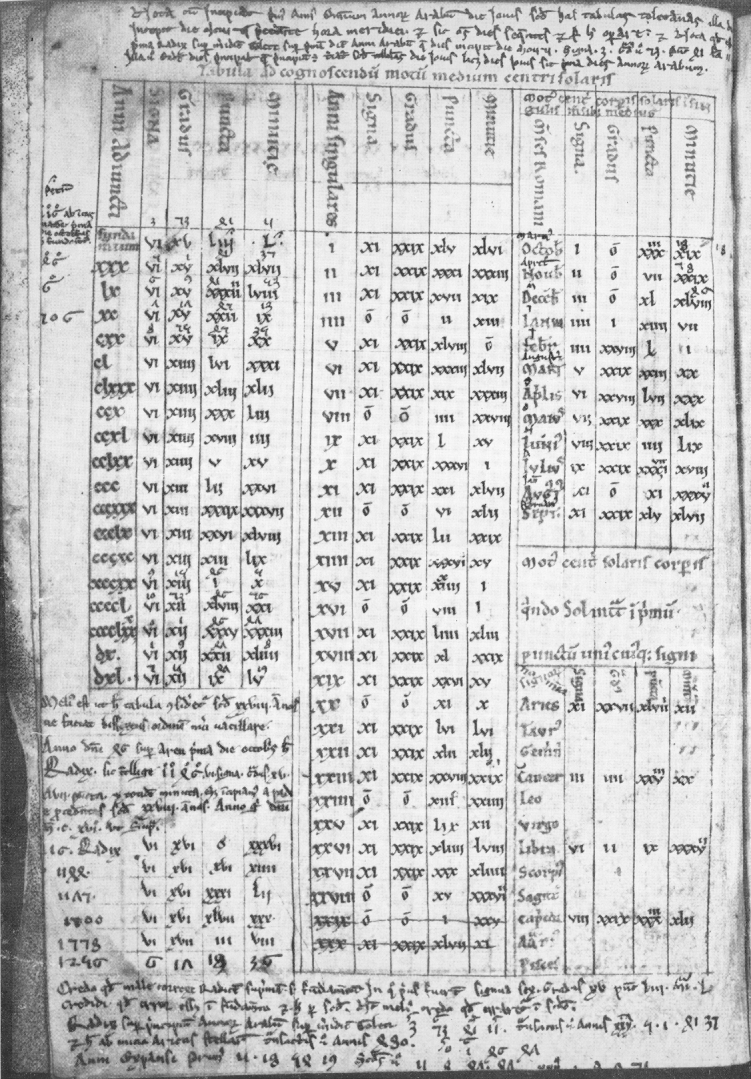
Una traducció al llatí del zīj d'al-Khwārizmī, pàgina del Corpus Christi College de Cambridge (MS 283)

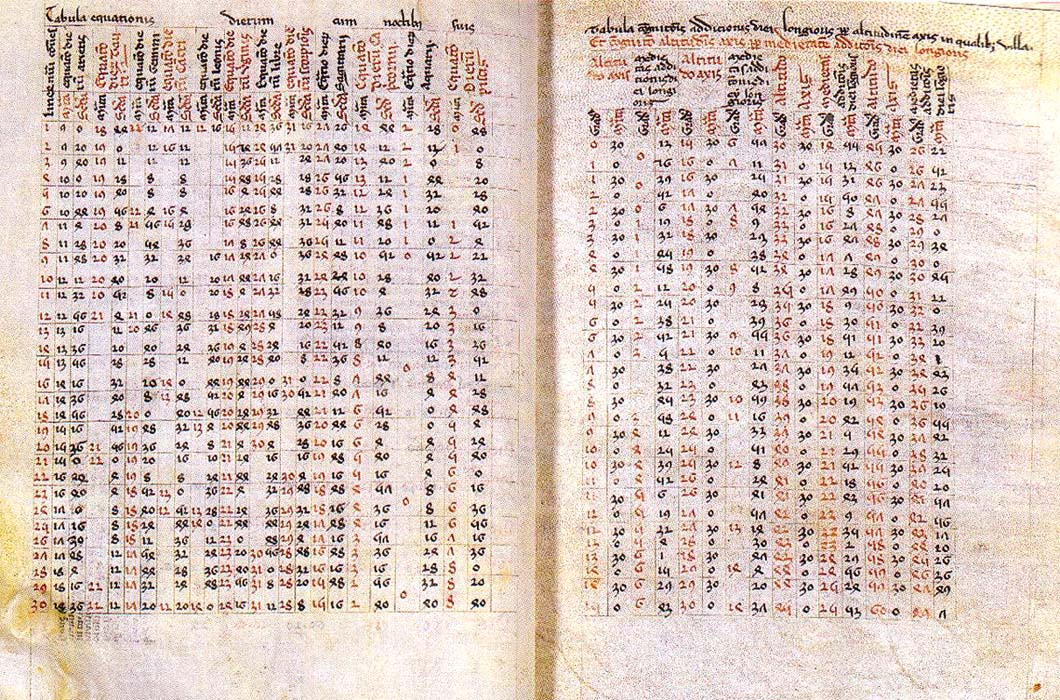
Taules alfonsines

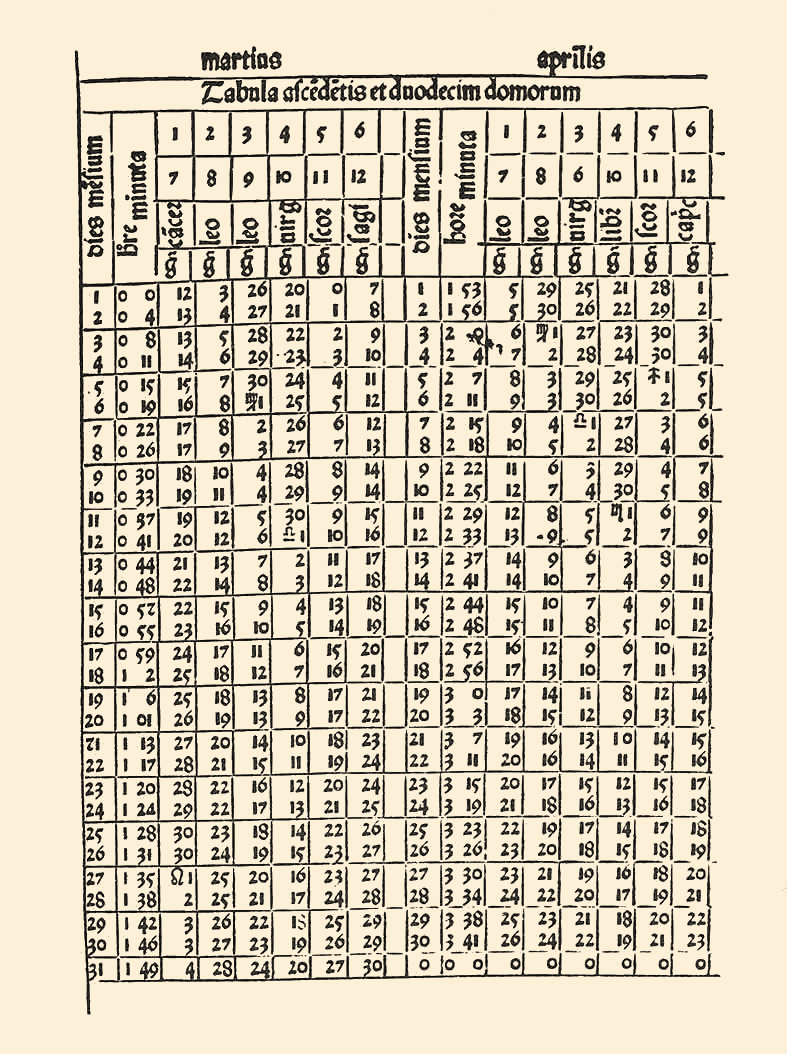
Pàgina de l'Almanach Perpetuum

- 1r mil·lenni aC – Efemèrides a l'astronomia babilònica.[5]
- Segle II dC: l'Almagest i les Taules Pràctics de Ptolemeu.[6]
- Segle VIII dC: el zīj d'Ibrāhīm al-Fazārī.[7]
- Segle IX dC: el zīj de Muḥammad ibn Mūsā al-Khwārizmī.[7]
- El segle XII dC, les Taules de Toledo, basades sobretot en fonts àrabs zīj d'astronomia islàmica, van ser editades per Gerard de Cremona per formar l'efemèride estàndard europea fins a les Taules de Toledo.[8]
- Segle XIII dC: les Zīj-i Īlkhānī (Taules ilkàniques) es van compilar a l'observatori de Maragheh a Pèrsia.[9]
- Segle XIII dC: les Taules Alfonsines es van compilar a Espanya per corregir anomalies a les Taules de Toledo,[10] sent l'efemèride estàndard europea fins a les Taules Prutèniques gairebé 300 anys més tard.
- Segle XII dC: el Còdex de Dresden, una efemèride maia trobada el 1739.[11]
- 1408 - Taula d'efemèrides xinesa (còpia a la Biblioteca Pepysian, Cambridge, Regne Unit (consulteu el llibre '1434'); taules xineses es creu que Regiomontanus coneixia).[12]
- 1474 - Regiomontanus publica les seves Efemèrides diàries a Nuremberg, Alemanya.[13]
- 1496: l'Almanach Perpetuum d'Abraão ben Samuel Zacuto (un dels primers llibres publicats amb tipus mòbil i impremta a Portugal)[14]
- 1504 - Mentre naufragava a l'illa de Jamaica, Cristòfor Colom va predir amb èxit un eclipsi lunar per als nadius, utilitzant l'efemèride de l'astrònom alemany Regiomontanus.[15]
- 1531 - L'obra de Johannes Stöffler es publica pòstumament a Tübingen, ampliant l'efemèride de Regiomontanus fins al 1551.[16]
- 1551: es van publicar les Taules Prutèniques d Erasme Reinhold, basades en les teories de Copèrnic.[17]
- 1554 – Johannes Stadius va publicar Ephemerides novae et auctae, la primera gran efemèride calculada segons el model heliocèntric de Copèrnic, utilitzant paràmetres derivats de les Taules Prutèniques. Tot i que el model copernicà va proporcionar una solució elegant al problema de calcular les posicions planetàries aparents (va evitar la necessitat de l'equant i va explicar millor l'aparent moviment retrògrad dels planetes), encara es basava en l'ús d'epicicles, la qual cosa va provocar algunes imprecisions, per exemple, errors periòdics en la posició de Mercuri de fins a deu graus. Un dels usuaris de les taules d'Stadius és Tycho Brahe.
- 1627: les Taules Rudolphines de Johannes Kepler basades en el moviment planetari el·líptic es van convertir en el nou estàndard.
- 1679 - La Connaissance des Temps ou calendrier et éphémérides du lever & coucher du Soleil, de la Lune & des autres planètes, publicat per primera vegada anualment per Jean Picard i encara existent.
- 1975 - Owen Gingerich, utilitzant la teoria planetària moderna i els ordinadors digitals, calcula les posicions reals dels planetes al segle XVI i representa els errors en les posicions planetàries predits per les efemèrides de Stöffler, Stadius i altres. Segons Gingerich, els patrons d'error "són tan distintius com les empremtes dactilars i reflecteixen les característiques de les taules subjacents. És a dir, els patrons d'error de Stöffler són diferents dels de Stadius, però els patrons d'error de Stadius s'assemblen molt als de Maestlin, Magini, Origanus i altres que van seguir els paràmetres copernicans."[18]

## Efemèrides modernes
Per a usos científics, una efemèride planetària moderna comprèn programari que genera posicions dels planetes i sovint dels seus satèl·lits, asteroides o cometes, pràcticament en qualsevol moment desitjat per l'usuari.
Després de la introducció dels ordinadors a la dècada de 1950, es va fer factible utilitzar la integració numèrica per calcular efemèrides. L'⁣efemèride de desenvolupament del laboratori de propulsió a raig n'és un bon exemple. També s'han desenvolupat les anomenades efemèrides analítiques convencionals que fan servir expansions en sèrie per a les coordenades, però amb una mida i una precisió molt més grans en comparació amb el passat, mitjançant l'ús d'ordinadors per gestionar les desenes de milers de termes. Ephemeride Lunaire Parisienne i VSOP en són exemples.
Normalment, aquestes efemèrides cobreixen diversos segles, passats i futurs; els futurs es poden cobrir perquè el camp de la mecànica celeste ha desenvolupat diverses teories precises. No obstant això, hi ha fenòmens que no poden ser considerats adequadament per les efemèrides. Les majors incerteses en les posicions dels planetes són causades per les pertorbacions de nombrosos asteroides, la majoria de les masses i òrbites dels quals són poc conegudes, cosa que fa que el seu efecte sigui incert. Com a reflex de la contínua afluència de noves dades i observacions, el Jet Propulsion Laboratory (JPL) de la NASA ha revisat les seves efemèrides publicades gairebé cada any des de 1981.
Les efemèrides del Sistema Solar són essencials per a la navegació de naus espacials i per a tota mena d'observacions espacials dels planetes, els seus satèl·lits naturals, estrelles i galàxies.
Les efemèrides científiques per als observadors del cel contenen majoritàriament les posicions dels cossos celestes en ascensió recta i declinació, perquè aquestes coordenades són les que s'utilitzen amb més freqüència als mapes estel·lars i als telescopis. S'ha de donar l'equinocci del sistema de coordenades. Es tracta, en gairebé tots els casos, de l'equinocci real (l'equinocci vàlid per a aquell moment, sovint anomenat "de data" o "actual"), o el d'un dels equinoccis "estàndard", normalment J2000.0, B1950.0 o J1900. Els mapes estel·lars gairebé sempre utilitzen un dels equinoccis estàndard.
Les efemèrides científiques sovint contenen més dades útils sobre la lluna, el planeta, l'asteroide o el cometa més enllà de les coordenades pures del cel, com ara l'allargament al Sol, la brillantor, la distància, la velocitat, el diàmetre aparent al cel, l'angle de fase, els temps d'augment, trànsit i conjunt, etc. Les efemèrides del planeta Saturn també contenen de vegades l'aparent inclinació del seu anell.
La navegació celeste serveix com a còpia de seguretat de la navegació per satèl·lit. El programari està àmpliament disponible per ajudar amb aquesta forma de navegació; part d'aquest programari té una efemèride autònoma. Quan s'utilitza programari que no conté cap efemèride, o si no s'utilitza cap programari, les dades de posició dels objectes celestes es poden obtenir de l'⁣Almanac nàutic o Almanac aeri modern.
Normalment, una efemèride només és correcta per a una ubicació concreta de la Terra. En molts casos, les diferències són massa petites per importar. Tanmateix, per als asteroides propers o la Lluna, poden ser força importants.
Altres efemèrides modernes creades recentment són l'EPM (Efemèrides dels planetes i la Lluna), de l'Institut Rus d'Astronomia Aplicada de l'⁣Acadèmia Russa de Ciències, i l'INPOP (Intégrateur numérique planétaire de l'Observatoire de Paris) per l'IMCCE francès.